# Marc Dugain

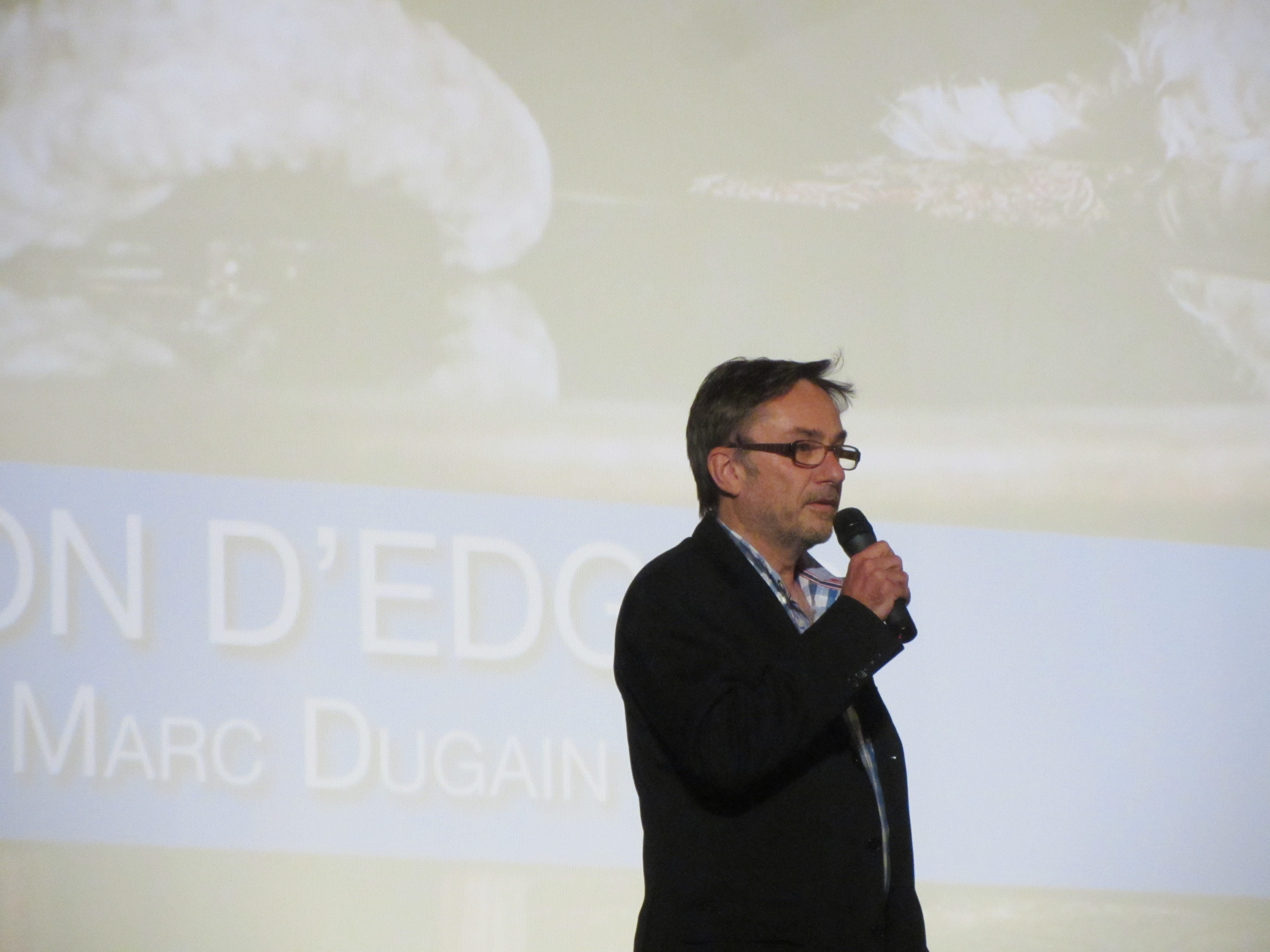
Marc Dugain während des Festival de Deauville 2013

Marc Dugain (* 1957 in Dakar) ist ein französischer Schriftsteller, Drehbuchautor und Filmregisseur.

## Leben
Marc Dugain widmete sich nach einem Studium der Politik und einer Tätigkeit als Manager der Fluggesellschaft Proteus Airlines ganz dem Schreiben. Seine bisher acht Romane waren in Frankreich alle Bestseller.
Sein Buch La Chambre des officiers (dt. Die Offizierskammer) wurde 2001 verfilmt. Dugain hatte bereits 1999 den Prix des Deux Magots, den Prix des Libraires und den Prix Roger-Nimier für dieses Buch erhalten.
2018 wurde sein Film Ein königlicher Tausch für den César als Bester ausländischer Film nominiert.

## Werke
- La Chambre des officiers (1999, dt.: Die Offizierskammer. zu Klampen, Lüneburg 2000, ISBN 3-933156-50-5)
- Campagne anglaise (2000)
- Heureux comme Dieu en France (2002)
- La Malédiction d'Edgar (2005, dt.: Der Fluch des Edgar Hoover. Frankfurter Verl.-Anst., Frankfurt am Main 2007, ISBN 978-3-627-00147-6)[3]
- Une exécution ordinaire (2007)
- En bas, les nuages (2008)
- L'Insomnie des étoiles, (2010)
- Avenue des géants (2012, dt.: In der Haut des Teufels. Bertelsmann, München 2014, ISBN 978-3-570-10183-4)
- Ils vont tuer Robert Kennedy (2017)

## Filmografie (Auswahl)
- 2017: Ein königlicher Tausch (L'Échange des princesses)